# Homopterus
Homopterus is een geslacht van kevers uit de familie van de loopkevers (Carabidae). De wetenschappelijke naam van het geslacht is voor het eerst geldig gepubliceerd in 1841 door Westwood.

## Soorten
Het geslacht Homopterus omvat de volgende soorten:
- Homopterus amplificatus Reichensperger, 1938
- Homopterus arrowi Reichensperger, 1938
- Homopterus bolivianus H.Kolbe, 1920
- Homopterus brasiliensis (Westwood, 1838)
- Homopterus cunctans Reichensperger, 1938
- Homopterus honduriensis Darlington, 1937
- Homopterus kriegi Reichensperger, 1938
- Homopterus lunacarvalhoi Martinez & Jimenez-Asua, 1965
- Homopterus martinezi Luna de Carvalho, 1963
- Homopterus proemonens H.Kolbe, 1920
- Homopterus steinbachi H.Kolbe, 1920
- Homopterus subcordatus Darlington, 1950